# Лејвер куп
Лејвер куп је међународни тимски тениски турнир на ком се надмећу две репрезентације: тим Европе и тим света (који се састоји од играча из не-европских земаља). Одржава се сваке године (осим Олимпијских година) две недеље после Ју-Ес опена на различитим локацијама. Играчи добијају зараду за учешће на основу позиције на светској ранг листи, а поред тога сваки члан победничког тима се награђује са додатних 250,000 $.

## Историја
Турнир носи име легендарног аустралијског тенисера Рода Лејвера који се сматра једним од најбољих играча у историји спорта. Менаџментска компанија Роџера Федерера, team8, Бразилски бизнисмен и бивши Дејвис Куп репрезентативац Хорхе Пауло Леман и тениски савез Аустралије су заједно основали Лејвер куп.
На турниру се састаје шест најбољих европских играча са шест ривала из остатка света. Укупно се игра 12 мечева током три дана (девет појединачних и три меча у паровима). Свака победа вреди 1 бод првог дана, 2 бода другог дана и 3 бода трећег. Сваки члан тима мора да учествује у једном, а највише може у два синг дуела, док четири од шест играча сваког тима мора да игра у дублу. Све партије се играју у три добијена сета, док се последњи сет одлучује у супер тај-брејку (до 10 поена).
Бивши велики ривали Бјерн Борг из Шведске (тим Европе) и Џон Макенро из САД (тим света) ће бити капитени тимова у прва три издања Лејвер купа.

### 2017: Прво издање
Прво издање Лејвер купа је одржано у Прагу у периоду од 22. до 24. септембра 2017. у О2 арени.
Тим Европе је однео победу над тимом света, 15-9, а одлучујуће бодове им је донео Роџер Федерер тријумфом над Ником Кириосом у неизвесном дуелу где је спасао меч лопту. Турнир је обележен првим партнерством Федерера и Рафаела Надала у дублу (били су успешни против америчке комбинације Сок/Квери).
| Тим Европе (Борг) | Тим Европе (Борг) |
| Играч             | Ренкинг*          |
| ----------------- | ----------------- |
| Рафаел Надал      | 1                 |
| Роџер Федерер     | 2                 |
| Александар Зверев | 4                 |
| Марин Чилић       | 5                 |
| Доминик Тим       | 7                 |
| Томаш Бердих      | 19                |

| Тим света (Макенро) | Тим света (Макенро) |
| Играч               | Ренкинг*            |
| ------------------- | ------------------- |
| Сем Квери           | 16                  |
| Џон Изнер           | 17                  |
| Ник Кириос          | 20                  |
| Џек Сок             | 21                  |
| Денис Шаповалов     | 51                  |
| Френсис Тијафо      | 72                  |

* Појединачни ренкинг од 18. септембра 2017.

### 2018: Друго издање
Друго издање Лејвер купа ће бити одржано у Чикагу у периоду од 21. до 23. септембра 2018. у Јунајтед центру.

## Статистика

### Издања турнира
| Годину | Победник   | Резултат | Вицешампион | Место           | Локација              | Првак Европе | Првак света |
| ------ | ---------- | -------- | ----------- | --------------- | --------------------- | ------------ | ----------- |
| 2017.  | Тим Европе | 15-9     | Тим света   | О2 арена        | Праг, Чешка Република | Бјерн Борг   | Џон Макенро |
| 2018.  |            |          |             | Јунајтед центар | Чикаго, САД           | Бјерн Борг   | Џон Макенро |

### Земаље учеснице
| Држава             | 2017 | Појављивање |
| ------------------ | ---- | ----------- |
| Аустралија         | 1    | 1           |
| Аустрија           | 1    | 1           |
| Канада             | 1    | 1           |
| Хрватска           | 1    | 1           |
| Чешка              | 1    | 1           |
| Немачка            | 1    | 1           |
| Шпанија            | 1    | 1           |
| Швајцарска         | 1    | 1           |
| Сједињене Државе · | 4    | 1           |
| Укупно играча      | 12   |             |

### Статистика играча
| Држ.                      | Играч             | Тим    | Год. | Бр. уч. | Бр. меч. | Освојени поени | Освојени поени | Освојени поени | Поб–пор | Поб–пор     | Поб–пор |
| Држ.                      | Играч             | Тим    | Год. | Бр. уч. | Бр. меч. | Укупно         | Појединачно    | Парови         | Укупно  | Појединачно | Парови  |
| ------------------------- | ----------------- | ------ | ---- | ------- | -------- | -------------- | -------------- | -------------- | ------- | ----------- | ------- |
| Аустралија                | Ник Кириос        | Свет   | 2017 | 1       | 3        | 3–3            | 2–3            | 1–0            | 2–1     | 1–1         | 1–0     |
| Аустрија                  | Доминик Тим       | Европа | 2017 | 1       | 1        | 1–0            | 1–0            | 0–0            | 1–0     | 1–0         | 0–0     |
| Канада                    | Денис Шаповалов   | Свет   | 2017 | 1       | 1        | 0–1            | 0–1            | 0–0            | 0–1     | 0–1         | 0–0     |
| Хрватска                  | Марин Чилић       | Европа | 2017 | 1       | 2        | 1–3            | 1–0            | 0–3            | 1–1     | 1–0         | 0–1     |
| Чешка                     | Томаш Бердих      | Европа | 2017 | 1       | 3        | 0–6            | 0–2            | 0–4            | 0–3     | 0–1         | 0–2     |
| Њемачка                   | Александар Зверев | Европа | 2017 | 1       | 2        | 4–0            | 4–0            | 0–0            | 2–0     | 2–0         | 0–0     |
| Шпанија                   | Рафаел Надал      | Европа | 2017 | 1       | 4        | 4–4            | 2–3            | 2–1            | 2–2     | 1–1         | 1–1     |
| Швајцарска                | Роџер Федерер     | Европа | 2017 | 1       | 3        | 7–0            | 5–0            | 2–0            | 3–0     | 2–0         | 1–0     |
| Сједињене Америчке Државе | Џон Изнер         | Свет   | 2017 | 1       | 3        | 6–1            | 3–1            | 3–0            | 2–1     | 1–1         | 1–0     |
| Сједињене Америчке Државе | Сем Квери         | Свет   | 2017 | 1       | 3        | 0–7            | 0–5            | 0–2            | 0–3     | 0–2         | 0–1     |
| Сједињене Америчке Државе | Џек Сок           | Свет   | 2017 | 1       | 4        | 4–4            | 0–2            | 4–2            | 2–2     | 0–1         | 2–1     |
| Сједињене Америчке Државе | Френсис Тијафо    | Свет   | 2017 | 1       | 1        | 0–1            | 0–1            | 0–0            | 0–1     | 0–1         | 0–0     |

## Везе
1. ↑  In Laver Cup’s Debut, Europe Towers Over the World - The New York Times
2. ↑  „Dynamic Doubles Duo: Roger Federer, Rafael Nadal to team up in inaugural Laver Cup”. Приступљено 2016-08-24.
3. ↑  „PRAGUE THE PERFECT PLACE FOR LAVER CUP, SAYS FEDERER”. www.lavercup.com. 22. 02. 2017. Приступљено 25. 09. 2017.
4. ↑  „THE START OF SOMETHING GREAT: THAT WAS THE LAVER CUP 2017”. www.lavercup.com. 24. 09. 2017. Приступљено 25. 09. 2017.
5. ↑  „CHICAGO TO HOST THE LAVER CUP IN 2018”. www.lavercup.com. 24. 09. 2017. Приступљено 25. 09. 2017.